# Municipio de Jackson (condado de Ripley)
El municipio de Jackson (en inglés: Jackson Township) es un municipio ubicado en el condado de Ripley en el estado estadounidense de Indiana. En el año 2010 tenía una población de 965 habitantes y una densidad poblacional de 12,47 personas por km².

## Geografía
El municipio de Jackson se encuentra ubicado en las coordenadas 39°11′50″N 85°22′4″O / 39.19722, -85.36778. Según la Oficina del Censo de los Estados Unidos, el municipio tiene una superficie total de 77.36 km², de la cual 77,35 km² corresponden a tierra firme y (0 %) 0 km² es agua.

## Demografía
Según el censo de 2010, había 965 personas residiendo en el municipio de Jackson. La densidad de población era de 12,47 hab./km². De los 965 habitantes, el municipio de Jackson estaba compuesto por el 98,96 % blancos, el 0,21 % eran afroamericanos, el 0,52 % eran asiáticos y el 0,31 % eran de una mezcla de razas. Del total de la población el 0,62 % eran hispanos o latinos de cualquier raza.